# Horst Lahr
Horst Lahr (* 2. September 1913 in Halle (Saale); † 26. Juni 2008 in Potsdam) war ein deutscher evangelischer Theologe.

## Leben
Lahr studierte Evangelische Theologie an der Friedrich-Wilhelms-Universität und wurde 1932 (mit Horst Gärtner) Mitglied des Corps Guestphalia Berlin. Zum 1. Mai 1933 trat er der NSDAP bei (Mitgliedsnummer 2.581.643). Er war Pfarrer an der Pfingstkirche (Potsdam), Generalsuperintendent des Sprengels Neuruppin und Ehrendomherr des Domstifts St. Peter und Paul (Brandenburg an der Havel). 1951 wurde er in Berlin zum Dr. theol. promoviert.